# Elizabeth Kaitan
Elizabeth Kaitan (anhörenⓘ; * 19. Juli 1960 in Ungarn) ist eine ungarisch-US-amerikanische ehemalige Theater- und Filmschauspielerin sowie Model. Sie wird in Filmcredits auch als Elizabeth Cayton geführt.

## Leben
Als Kaitan acht Jahre alt war, kam sie mit ihrer Mutter aus Ungarn nach New York City. Mit 18 Jahren zog sie in den Stadtbezirk Manhattan und studierte dort Schauspiel an der New York Academy of Theatrical Arts. Mehrere Jahre gehörte sie zum Ensemble der Repertoiregruppe des American Theatre of Arts. Sie wirkte in von William Shakespeare geschriebenen Bühnenstücken mit, spielte aber auch in zeitgenössischen Dramen. Neben dem Schauspiel stand sie in den frühen 1980er Jahren bei der Agentur Bonnie Kay Agency als Model unter Vertrag.
Zu Beginn der 1980er Jahre übernahm sie Nebenrollen in einer Reihe von Low-Budget-Filmen. Dabei war sie häufig recht freizügig zu sehen. 1985 spielte sie in Scandalous Simone unter dem Namen Betsey Johnson die Rolle der Inspektorin Fifi. 1987 übernahm sie Hauptrollen in Stille Nacht, Horror Nacht Teil 2 als Jennifer und in Jäger der verschollenen Galaxie als Daria. Zwei Jahre später erhielt sie eine größere Rolle als Gretchen Hope in Roller Blade Warriors: Taken by Force. In den 1990er Jahren übernahm sie in insgesamt vier Filmen der Vice-Academy-Reihe (in Deutschland als Straps-Akademie betitelt) die Rolle der Candy. Zuletzt wirkte sie 1999 in Veronica 2030 in einer Filmproduktion mit.
Sie zog sich aus dem Schauspiel zurück und arbeitete als Sekretärin für den konservativen Publizisten David Horowitz. Sie heiratete einen Polizisten aus Los Angeles und nahm den Nachnamen Ruiz an.

## Filmografie (Auswahl)
- 1982: Die Chaotenkneipe (Waitress!)
- 1983: Zelig
- 1983: Discokiller in New York (Trackdown: Finding the Goodbar Killer, Fernsehfilm)
- 1984: Eiskalt geschändet (Violated)
- 1984: Ein Single kommt selten allein (The Lonely Guy)
- 1984: Silent Madness
- 1985: Geheimcode Charly (Thunder Run)
- 1985: Die Hyänen (Savage Dawn)
- 1985: Scandalous Simone
- 1987: Stille Nacht, Horror Nacht Teil 2 (Silent Night, Deadly Night 2)
- 1987: Jäger der verschollenen Galaxie (Slave Girls from Beyond Infinity)
- 1988: Necromancer – Das Tor zur Hölle (Necromancer)
- 1988: Assault of the Killer Bimbos
- 1988: Freitag der 13. – Jason im Blutrausch (Friday the 13th Part VII: The New Blood)
- 1988: Twins – Zwillinge (Twins)
- 1989: Dr. Alien
- 1989: Under the Boardwalk
- 1989: Roller Blade Warriors: Taken by Force
- 1989: Night Club
- 1989: Nightwish – Out of Control (Nightwish)
- 1990: Aftershock
- 1990: Encyclopedia Brown (Fernsehserie, Episode 1x05)
- 1990: The Girl I Want
- 1990: Lockdown
- 1991: Il ritmo del silenzio
- 1991: Straps-Akademie 1 – Heiße Mädels, wilde Bullen (Vice Academy Part 3)
- 1992: Hellroller
- 1993: One Man Weapon (Beretta’s Island)
- 1993: Angel on the Run
- 1994: Night Realm
- 1994: Love Street (Fernsehserie, Episode 1x10)
- 1995: Vice Academy 4
- 1996: Lektionen der Lust (Virtual Encounters)
- 1996: Agent 00 – Mit der Lizenz zum Totlachen (Spy Hard)
- 1996: South Beach Academy
- 1996: Petticoat Planet
- 1996: Straps-Akademie III (Vice Academy 5)
- 1997: Erotic House of Wax
- 1998: Vice Academy Part 6
- 1999: Veronica 2030